# Angarpathar
Angarpathar è una suddivisione dell'India, classificata come census town, di 8.179 abitanti, situata nel distretto di Dhanbad, nello stato federato del Jharkhand. In base al numero di abitanti la città rientra nella classe V (da 5.000 a 9.999 persone).

## Geografia fisica
La città è situata a 23° 47' 24 N e 86° 18' 42 E.

## Società

### Evoluzione demografica
Al censimento del 2001 la popolazione di Angarpathar assommava a 8.179 persone, delle quali 4.627 maschi e 3.552 femmine. I bambini di età inferiore o uguale ai sei anni assommavano a 1.112, dei quali 549 maschi e 563 femmine. Infine, coloro che erano in grado di saper almeno leggere e scrivere erano 4.524, dei quali 3.061 maschi e 1.463 femmine.